# 馬洋山瀑布
馬洋山瀑布位於新竹縣尖石鄉塔克金溪左岸支流，馬洋山東北東方約3.1公里處，瀑布標高約1940公尺至1730公尺，為三階連瀑，落差由上至下分別約為40、50、100公尺，總落差約210公尺，為新竹縣境內規模最大的瀑布。

## 解
1. ↑  根據《臺灣通用電子地圖【NLSC】》、《臺灣通用正射影像【NLSC】》對照。